# Богучаны (аэропорт)
Аэропорт Богучаны (ИКАО: UNKB) — региональный аэропорт села Богучаны (Красноярский край). Его оператор — АО «КрасАвиаПорт». Узловой аэропорт для авиакомпаний «АэроГео» и «КрасАвиа». Имея две взлётно-посадочной полосы (ВПП) — искусственную и грунтовую, — способен принимать такие самолёты, как Ан-2, Ан-3, Як-40 и L-410.

## История
Первый самолёт приземлился в Богучанах в 1935 году. Он доставил участников экспедиции на место падения Тунгусского метеорита. Через три года началось выполнение регулярных рейсов в Красноярск на самолёте У-2 (позже известен как По-2), продолжительность полёта составляла 5 часов. 1 ноября 1940 года был написан первый приказ по аэропорту, а в 1949 года сюда на постоянное базирование прибыло авиазвено По-2.
Наивысший расцвет аэропорта пришёлся на середину 1970-х годов после строительства бетонной ВПП. Производились полёты во все населённые пункты Богучанского района, ежедневно выполнялись 5—7 рейсов в Красноярск. По перевозке пассажиров и грузов занимал второе место в крае после аэропорта Абакан. Однако в годы перестройки полёты по району и в краевой центр прекратились, аэропорт лишился собственных воздушных судов. Это был худший период в истории аэропорта.
В связи с разведкой Юрубчено-Тохомского нефтегазоконденсатного месторождения и реализацией программы развития Нижнего Приангарья аэропорт получил вторую жизнь. Резко возросло количество вылетов (так, если в июне 2005 года был выполнен 41 вылет, то в июне 2007 — 227).
В 2021 году юридический статус аэропорта был изменён на «взлётно-посадочная площадка».

## Характеристики
Аэропорт расположен в юго-восточной части села Богучаны на левом берегу Ангары. Аэродром класса «Е». Имеет две ВВП — искусственную (08R/26L, 1200x20 метров, бетонное покрытие) и грунтовую (08L/26R, 700x50 метров). Способен принимать самолёты типов Ан-2, Ан-3, Як-40, L-410 и Cessna, а также вертолёты Ми-2, Ми-8, Ми-26. В аэропорту постоянно базируются воздушные суда авиакомпаний «АэроГео» и «КрасАвиа», до своего закрытия в 2008 году свои суда базировала «Сибавиатранс». Управление аэропортом осуществляет АО «КрасАвиаПорт».